# De moordenaar waagt een gok
De moordenaar waagt een gok(je) (Engels: Taken at the Flood of There is a Tide…) is een detective- en misdaadroman uit 1948 van de Britse schrijfster Agatha Christie. 
Het boek werd in maart 1948 voor het eerst gepubliceerd onder de naam There is a Tide… door Dodd, Mead and Company in de Verenigde Staten en in november 1948 onder de naam Taken at the Flood door de Collins Crime Club in Groot-Brittannië. De Nederlandstalige versie werd uitgebracht in 1957 door Luitingh-Sijthoff.

## Verhaal
De rijke vrijgezel Gordon Cloade steunt financieel zijn zusters en broers. Zijn familie is dan ook niet gelukkig dat hij huwt met de jonge Rosaleen. Wanneer Gordon onverwacht sterft in een explosie thuis zonder een testament achter te laten, gaan zijn miljoenen naar zijn weduwe. Haar broer David Hunter helpt het fortuin van zijn zuster te beschermen tegen Cloade’s familieleden die haar om geld komen vragen. Wanneer de familieleden te horen krijgen dat Rosaleen’s eerste man misschien nog leeft, schakelen ze Hercule Poirot in om de waarheid te achterhalen.

## Adaptaties
- Het verhaal werd als radiohoorspel uitgebracht door BBC Radio 4 in 2006.
- Op 2 april 2006 werd het verhaal uitgebracht in het 10de seizoen van de Britse misdaadserie Agatha Christie's Poirot, met verscheidene wijzigingen.[1]
- Het verhaal Le flux et le reflux van seizoen 1 van de Franse televisieserie Les Petits Meurtres d'Agatha Christie (2009-2012) is gebaseerd op het boek.